# 洗礼者聖ヨハネの説教 (ヴェロネーゼ)
『洗礼者聖ヨハネの説教』（せんれいしゃせいヨハネのせっきょう、伊: Predica di san Giovanni Battista, 英: Saint John the Baptist Preaching）は、ルネサンス期のヴェネツィア派の画家パオロ・ヴェロネーゼが1562年頃に制作した宗教画である。油彩。主題は『新約聖書』「ヨハネによる福音書」第1章で言及されている洗礼者ヨハネが群衆に行った説教から採られており、まさしく文字どおりイエス・キリストの再臨を告げる使者として行動する洗礼者ヨハネを描いている。一般的に『魚に説教する聖アントニウス』（Predica di sant'Antonio ai pesci）とともにヴェネツィア出身のアクイレイア総大司教フランチェスコ・バルバロから枢機卿シピオーネ・ボルゲーゼに送られた2点のヴェロネーゼ作品の1つと考えられている。現在はローマのボルゲーゼ美術館に所蔵されている。

## 主題
荒野で暮らしながら人々に洗礼を授けた洗礼者ヨハネの説教についていくつかの福音書が言及しているが、本作品は「ヨハネによる福音書」に基づいている。洗礼者ヨハネがユダヤ人の間で話題となると、エルサレムのファリサイ派の祭司やレビ人たちが遣わされ、洗礼者ヨハネに対していかなる人物なのかと様々に問い質した。彼らの質問に対して洗礼者ヨハネは自身がメシアでなければ、エリヤでも、あの預言者でもなく、預言者イザヤの言葉を用いて「わたしは荒野で叫ぶ声である。主の歩く道を真っ直ぐにせよ」と答えた。また人々に洗礼を授ける理由を聞かれ、「人々の中にまだわたしよりも優れた人がいて、その人のことをあなた方はまだ知らない。その人はわたしの後からやって来るお方で、わたしはその履物の紐を解く資格もない。しかしこのお方がイスラエルに現れるために、わたしは水で洗礼を授けに来た」と話した。翌日、洗礼者ヨハネはイエス・キリストが洗礼を受けるために歩いて来るのを見て言った。「見よ！世の罪を取り除く神の小羊だ。 わたしの後からひとりの人が来られる。そのお方はわたしに優れる。わたしよりも先におられたからであると言ったのは、このお方のことである」。

## 制作背景
本作品はフランチェスコ・バルバロから枢機卿シピオーネ・ボルゲーゼに宛てた1607年9月5日の手紙に記載がある、バルバロがボルゲーゼに贈った2点のヴェロネーゼ作品の1つと考えられている。おそらくこの絵画はフランチェスコ・バルバロの叔父であり、聖職者・外交官・人文主義者であったダニエレ・バルバロの発注によって制作された。本作品以前にもダニエレ・バルバロはヴェロネーゼに仕事の依頼をしており、その中にはトレヴィーゾ県マゼールのバルバロ邸装飾事業も含まれる。画面のサイズや形式は祭壇画として描かれたことを示唆しており、地平線が低いためかなり高い位置に設置されたことが推察される。美術史家ザビエル・サロモンによると、絵画は洗礼者ヨハネに捧げられた礼拝堂に設置することを意図したものと考えているが、サロモン自身はこの作品とバルバロ家の直接的な関係性については懐疑的である。

## 作品

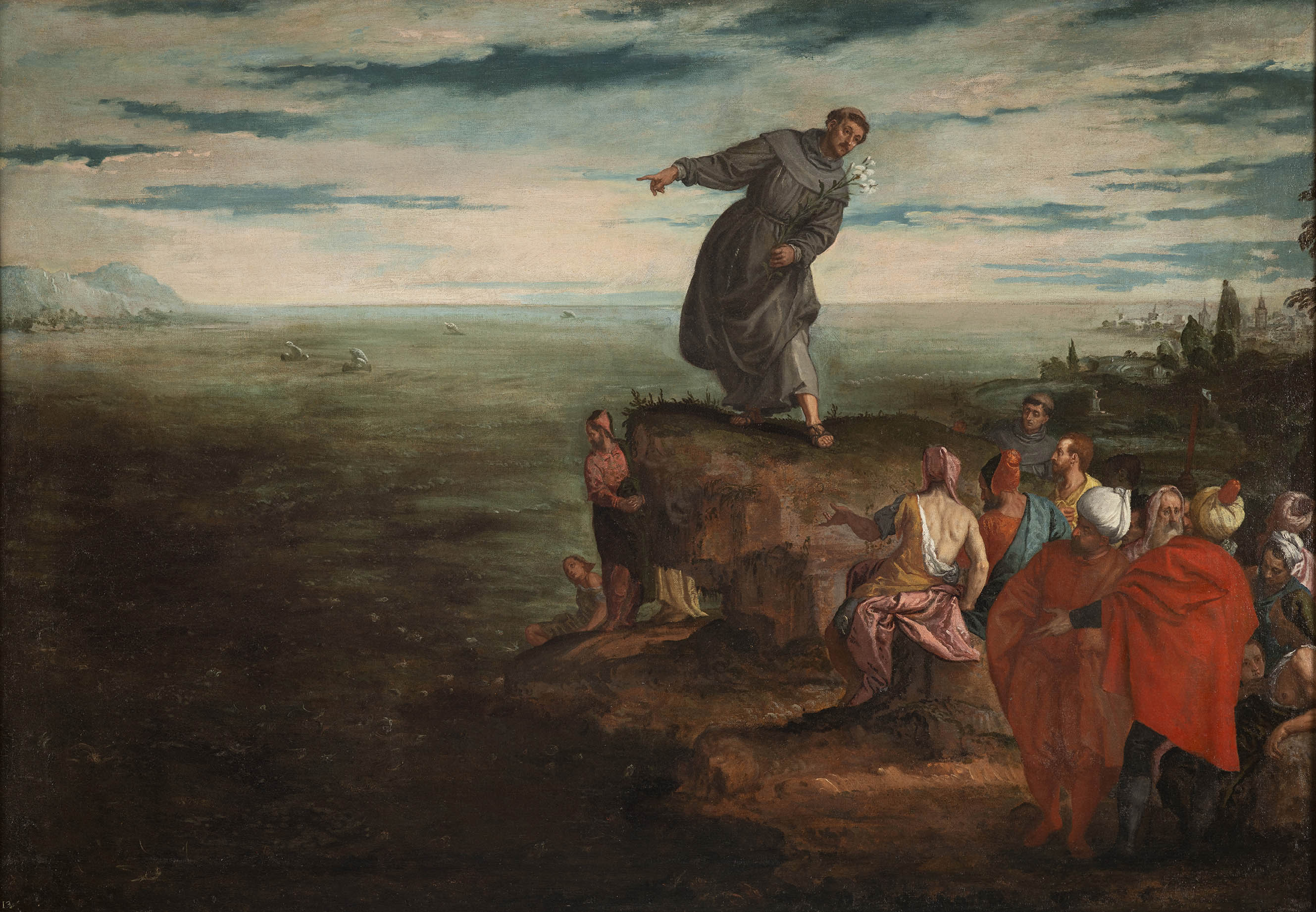
パオロ・ヴェロネーゼの『魚に説教する聖アントニウス』。1580年頃。ボルゲーゼ美術館所蔵。

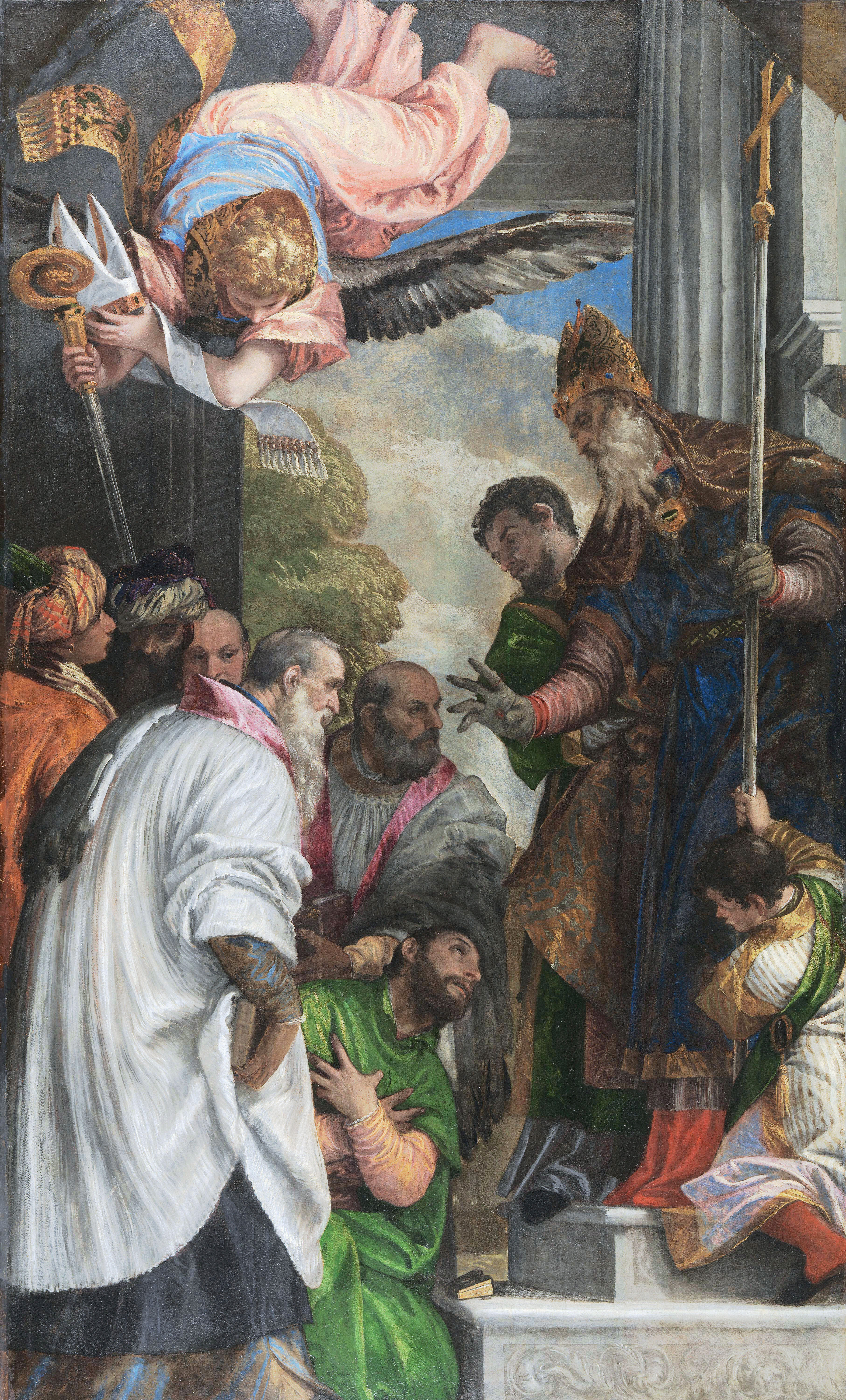
同時期のヴェロネーゼの『聖ニコラウスの聖別』。1562年。ナショナル・ギャラリー所蔵。

ヴェロネーゼはまるで夕暮れか夜明けのような薄明のピンクがかった黄色い雲に覆われた空と細長い木々が生えた森あるいは荒野で説教する洗礼者ヨハネを描いている。その光景は洗礼者ヨハネがイエス・キリストを発見して「見よ！世の罪を取り除く神の小羊だ」と叫ぶ場面であり、文字通りイエスの到来を告げる使者として行動している。聖人は画面中央にあって横幅の約3分の1を占め、その全身像は画面の下部から上部に達している。洗礼者ヨハネは裸足で、腰にラクダの毛皮を巻き、その上にゆったりとした赤いローブを着ており、左手にラテン語で「見よ！」を意味する間投詞「ECCE」と書かれた白い旗のついた棒を持っている。そして鑑賞者の方へ踏み出しつつ、伸ばした右腕で人々の視線を誘導する身振りをし、ピンクがかった金色のローブを着て画面左下隅から近づいてくる髭を生やしたイエスを指さしている。ヨハネはイエスを指差しながらも、画面右端から3分の1を占めるターバンを巻き東洋風の衣装に身を包んだ3人の人物を、無表情あるいは実に高慢な表情で見つめている。
ターバンを巻いた豪華な衣装を着た3人の人物はおそらくラビないし他のユダヤ人の上流階級を表している。右端のラビは洗礼者ヨハネに向かい、左手を腰に当て、頭を後ろに反らせて軽蔑と不信の表情を浮かべている。この人物の服装は非常に精巧である。肘にはスリットが入り、襟、肩、袖口が特徴的なゴールデンイエローの上着を着ており、ピンクのターバンを巻いている。彼はまた金色の円形の模様が付いた白い絹のショールあるいはケープを着ている。中央のラビは右端のラビを見ており、右端のラビと洗礼者ヨハネの間に左腕を突き出し、あたかも口を挟むか、あるいは何か主張するかのように、すぐ近くの親指と人差し指で洗礼者ヨハネを指している。この中央のラビは濃い黒い髭をたくわえている。身体の大部分は他の2人のラビの間に見える。緑、ピンク、赤のローブを着て、赤と白のスカーフ、黄色がかった白、赤のターバンを巻いている。一番左のラビは灰色の顎鬚と口髭を生やし、茶色と灰色の毛皮の頭飾りをかぶり、熟考するかのようにうつむいている。彼は洗礼者ヨハネに最も近く、顔以外はヨハネの身体で隠れている。ラビに加えて画面には5人の人物が描かれている。右下隅にひざまずいた女性は鑑賞者に背を向けているものの、洗礼者ヨハネを見上げている。彼女は左肩がむき出しになった白、ピンク、オレンジがかった赤のドレスを着ており、髪は白い布を使って後ろで束ねている。ドレスの裾からは彼女の右足のサンダルが見える。また幼い子供が女性にしがみつき、彼女の右肩越しに鑑賞者を見つめている。他の2人の女性は画面中央下部の洗礼者ヨハネが伸ばした腕の下に位置する。2人の女性のうち1人は木に寄りかかって、イエスを振り返って見ている。彼女はイエスと同じピンクと金色のローブに加えて白いスカーフを身に着けている。もう1人の左下の女性はピンクがかった頭飾りと白と赤のローブを身に着け、木を背にして地面に座っている。彼女は左手を胸に当てて地面を見つめている。男性らしき人物がこの女性の左肩に頭を乗せているのが見える。
ラビたちの対照的な身体言語は洗礼者ヨハネのメッセージに対する様々な反応を示している。ヴェロネーゼによる人物の衣服や生地の微細かつ贅沢な描写はパルマ・イル・ヴェッキオの作品にも存在するテーマであるヴェネツィアの織物の品質を反映していると見なすことができる。右端のターバンを巻いた2人の人物は、ナショナル・ギャラリー所蔵の1562年の作品『聖ニコラウスの聖別』（La consacrazione di San Nicola）の画面左端の人物とよく似ている。
ヴェロネーゼへの帰属は宮廷詩人シピオーネ・フランクッチ（Scipione Francucci）の1613年の詩まで遡り、19世紀まで疑問視されることはなかった。しかし美術史家ジョヴァンニ・モレッリは1897年に2点の絵画がヴェロネーゼの作であることに異議を唱え、代わりにジョヴァンニ・バッティスタ・ゼロッティに帰属した。この主張にバーナード・ベレンソン（1907年）らの研究者が続いたが、ヴェロネーゼへの再帰属は1911年にデトレフ・フォン・ハーデルンによって行われ、その後ベレンソンは1932年にそれを受け入れ、それ以来疑問視されていない。

## 来歴
この絵画は1607年にフランチェスコ・バルバロからの贈物としてシピオーネ・ボルゲーゼのコレクションに加わった2点のヴェロネーゼ作品の1つと考えられている。バルバロからボルゲーゼに宛てた1607年9月5日の手紙には、バルバロがヴェロネーゼの絵画2点を別々にボルゲーゼに送ったことが記載されているが、絵画についての詳細は記されていない。手紙は2枚の絵が「説教」を描いていると指摘している。ボルゲーゼ美術館はヴェロネーゼ作の説教を描いた2点の絵画『洗礼者聖ヨハネの説教』と『魚に説教する聖アントニウス』を何世紀にもわたって所有している。ボルゲーゼ公園（現在のボルゲーゼ美術館）に移される前に2点の「説教」絵画は1613年までにトルロニア宮殿に置かれており、当時の詩人フランクッチによって詩で描写されている。